# Valérie Feuillet
Pour les articles homonymes, voir Feuillet.
Valérie Marie Elvire Feuillet, née Dubois, le 11 novembre 1832 à Saint-Lô et morte le 17 mai 1906 dans le 17e arrondissement de Paris, est une écrivaine française.
Valérie Dubois, fille d’Ernest Dubois, maire de la ville de Saint-Lô de 1849 à 1868, avait épousé, en 1851, le dramaturge saint-lois Octave Feuillet.
Elle est inhumée à Saint-Lô avec son mari.

## Œuvres
- Souvenirs d'enfance, Saint-Pierre-la-Vieille, la Feugraie, 1891
- Quelques années de ma vie, Paris, Calmann-Lévy, 1894

Prix Narcisse-Michaut de l’Académie française 1895
- Une divorcée, Paris, Calmann-Lévy, 1900
- Les Deux Amis, Paris, Calmann-Lévy, 1900
- Un voyage en Suisse, Paris, Calmann-Lévy, 1900
- Le vœu de Béatrice, Paris, Calmann-Lévy, 1901

Prix Montyon de l’Académie française 1903